# Elisa di Rivombrosa
Az Elisa di Rivombrosa egy olasz kosztümös tévéfilmsorozat, amelynek 3 évadja készült el.
- Elisa di Rivombrosa (2003), 26 rész
- Elisa di Rivombrosa - Parte seconda (2005), 26 rész
- Elisa lánya - Visszatérés Rivombrosába (2007), 16 rész (La Figlia di Elisa - Ritorno a Rivombrosa)

## Az 1. évad cselekménye
|  | Alább a cselekmény részletei következnek! |

1. Történetünk 1769-ben kezdődik, amikor Piemont még önálló fejedelemség a Szárd Királysággal közös uralkodó alatt, ám sokféle ellentét dúlja. A főnemesek többsége előjogait félti az idősödő király tervezett reformjai miatt, és összeesküvést sző az uralkodó meggyilkolására. A lázadók névsora az épp franciaországi katonai szolgálatban lévő fiatal, királyához hű Fabrizio Ristori gróf kezébe kerül, aki maga sem tudja, milyen veszélyes játszma része lett. A gróf hazatérve Rivombrosába új társalkodónőt talál beteg édesanyja mellett, a szép Elisát, aki azonnal elbűvöli.
2. A Ristori kastélyban nagy estélyt adnak Fabrizio hazatérésének örömére, amelyen a gyönyörű Lucrezia van Necker, Fabrizio valamikori szerelme is megjelenik férje, a főminiszter Beauville márki társaságában. Fabrizio a vendégek nagy megbotránkozására csak Elisána szenteli figyelmét. A botrányt csak egy szörnyű tragédia akadályozza meg.
3. A boldogtalan Lucia temetése után Elisa elmondja Fabriziónak, hogy ő is csak egy cseléd a háznál, és tulajdonképpen jogtalanul használja a Rivombrosa nevet. Fabrizióval megfordul a világ, és hogy megszabaduljon erősödő érzelmeitől, megpróbálkozik gazdaként ágyba cipelni Elisát. A cselszövő Lucrezia van Necker gyanakszik, hogy Fabriziónál lehetnek az eltűnt iratok, és visszaszerzésük érdekében úgy dönt, hogy felmelegíti kapcsolatát az ifjú gróffal.
4. Egy erdei találkozás meggyőzi Fabriziót, hogy Elisa is érez valamit iránta, és ezt csak megerősíti Elisa naplója, amelybe titokban beleolvas. Mindazonáltal, továbbra is megpróbál az erőszak nyelvén szót érteni a csinos lánnyal. Lucrezia eléri, hogy Fabrizio meglátogassa őt a kastélyában, és sikerül a bizalmába férkőznie. A haldokló Agnese grófnő utolsó szavaival Fabrizio védelmébe ajánlja lányaként szeretett társalkodónőjét.
5. A grófné halála után Elisa úgy érzi, nincs tovább maradása Rivombrosában, és más környékbeli úri házaknál próbál elhelyezkedni, de Fabrizio eléri, hogy a senki ne alkalmazza. Elisa nem adja be a derekát. Elhatározza, hogy visszamegy a szülői házba, de útközben szörnyű kalandba keveredik.
6. Súlyos tettéért Elisa fogdába kerül, életét a bitófa fenyegeti. Fabrizio mindent elkövet, hogy kiszabadítsa a lányt, de ehhez barátját, a bohém Giulió márkit kellene meggyőznie, hogy vonja vissza a feljelentést. Mikor ezzel sem ér célba, a király elé akar járulni, ám egy csellel könnyebben kicsikarja a lány kegyelmi kérvényét.
7. Elisa úgy érzi nagy hálával tartozik a grófnak a közbenjárásáért Giulionál, így visszatér a kastélyba, hogy elfogadja az állást Fabrizio nővérének, Anna grófnőnek a lánya, Emilia társalkodónőjeként. A kislány nagyon boldog, és azonnal elfecsegi neki, mit tett érte Fabricio Torinóban. Szeretné, ha mindezt megoszthatná Elisával, ezért megkéri a kezét, de a lány elutasítja. Eközben Fabrizio meglátogatja Lucréziát, hogy elmondja neki, a férje neve is rajta szerepel az összeesküvők listáján, és ezzel rávegye őt az együttműködésre. Lucrézia elégedetten veszi tudomásul, hogy eljött az alkalom megszerezni a leleplező levelet. Távozása után gyorsan üzenetet küld szeretőjének, a belügyminiszter Ranieri hercegnek, hogy szervezze meg a csapdát.
8. A sértett Elisa úgy dönt, csak azért is hozzámegy a kiszemelt vőlegényhez, de mire az esküvő napja eljön, már maga sem biztos abban, hogy helyesen cselekszik. Fabrizio nincs jelen a szertartáson: Lucrezia tanácsára Torinóba utazik, hogy találkozzon a királlyal. A kormányzó, az összeesküvők igazi feje, már tárt karokkal várja.
9. Elisa visszalépése a házasságtól szégyenbe taszítja családját, de legfőképpen Angelót. A lovászfiú ezért elhagyja Rivombrosát. Fabriziót meglövik a kormányzó emberei, sebesülten elmenekül és Celestina talál rá az útszélen. Anna a botrány miatt végre elüldözheti Elisát, aki anyjával és kishúgával elhagyja a birtokot. Fabrizio hívására mégis visszatér, s a gróf a veszélyes listát is a lányra bízza megőrzésre.
10. A betegágynál Elisa végre bevallja a gróf iránt érzett szerelmét, valamint a meghiúsult menyegzőjét is elmeséli Fabriziónak. Anna mindenáron szeretné megakadályozni az öccse és a lány között fellobbant szenvedély kibontakozását. A belügyminiszter és a márkiné estélyén Giulio - a barátját ért támadás miatt - megtagadja az együttműködést a lázadó szervezettel, és ezzel veszélybe sodorja magát.
11. Giulio rászánja magát, hogy végre megkérje Margherita kezét, ám akkor még nem sejti, hogy a lány apjának vállalkozása épp csődbe ment. Elisa és Fabrizio nyíltan felvállalják kapcsolatukat, de ez sem a gróf nővére, sem a lány anyja szemében nem megbocsátható. A szerelmesek a titkos házasságkötés mellett döntenek, ám holtan találják az erre felkért atyát. Anna Torinóba utazik és a legjobb barátnője segítségét kéri, hogy Fabriziót észre térítsék.
12. A Fényesség Testvérei szervezet a király elleni merénylet mellett dönt. A kormányzó "szent ügyük" érdekében nem mond le a lista megszerzéséről, ezért szaglászni kezd Fabriziónál, kihasználva annak vendégszeretetét. A gróf kertjében tartott előadást kínos esemény zavarja meg. Margherita apját utolsó pillanatban menti meg Cepi doktor.
13. Elisát féltékenység gyötri, mert megjelenik a birtokon Anna torinói barátnője. Fabrizio azonban csak a királyhoz való bejutásra használja a hölgy ismeretségét. Az összeesküvés egyre veszélyesebb az uralkodóra nézve, Margherita apjától értesül a cselszövésről. Elisát kéri meg, hogy haladéktalanul értesítse Fabriziót a készülő eseményről. A lány lóhátra pattan és Torinóba siet, ám gyakori rosszullét kíséri az útján.
14. Elisa még nem tudja, hogyan közölje a gyermekáldás hírét Fabrizióval. Ráadásul a fogadóban a 10 év körüli, befogadott, árva szolgálófiú testén véletlenül felfedezi a gróf jellegzetes anyajegyét. Fabrizio és Lucrezia eldobott gyermeke lehet, akiről mindeddig semmit sem sejtett az apja. Anna és férje vacsorát rendez azzal a galád szándékkal, hogy Fabrizióra rásüssék az eszement bélyegét, de a gróf átlát a mesterkedéseiken.
15. Fabrizio kiadja a szolgáknak, hogy készüljenek menyegzőre. Választottja pedig nem más, mint Elisa. Margherita bevallja Giuliónak, hogy nem lehet a felesége, mert Istennek tett fogadalmat, ezért apácazárdába vonul. Anna a márkinővel szövetkezik, hogy megakadályozza öccse őrült tervét. A megszégyenítés nem marad el…
16. Miután a menyegző másodszor is elmarad Anna mesterkedései miatt, Fabrizio elűzi a birtokról nővérét és családját. A gróf felmenti Martinót a lovász munka alól és felvállalja titkolt fia taníttatását. Kihasználva Lucrezia vacsorameghívását, amelyre Fabrizio is hivatalos, a kormányzó mindenre elszánt embereket küld a gróf házába a lista felkutatására. Elisa rosszulléte miatt hamarabb hazatérnek, és az este tragédiával végződik.
17. Cepi doktor gyors beavatkozása megmenti Elisa életét, de a születendő gyermekét elveszíti. A támadók fele elmenekül, de a belügyminiszter gondoskodik arról, hogy ne maradjon túlélő szemtanú. Fabrizio hiába tesz meg mindent szerelméért, Elisa nagyon nehezen heveri ki az eseményeket. Anna rádöbben, hogy férje eltékozolta az összes pénzüket, s egyetlen kiút, hogy megszerezze Rivombrosát. Giulio a zárdába is elmegy, hogy Margheritát rábírja elhatározása megváltoztatására.. Angelo visszatér Rivombrosába azzal a megbízással, hogy nyomozzon a gróf után.
18. Elisa mély melankóliába esik a történtek miatt, és hogy soha nem lehet közös gyermekük Fabrizióval. Anna és kislánya menedéket kérnek Rivombrosában a férj tivornyázó élete elől. Az események megváltoztatták az asszonyt, megértőn fordul Elisa felé, és segít visszatéríteni a lányt öccséhez. A márkinő megtudja, hogy Martino valószínűleg az ő fia. Giulio teljesen kifordul magából Margherita elvesztése miatt, de a lány rendíthetetlen a döntésében.
19. Lucrezia elhagyja Rivombrosát, de magával viszi Martinót is lakájként, aminek a fiú egyáltalán nem örül. Margherita meghívja Elisát is a fogadalmi szertartásra, ahová hívatlanul a magából teljesen kifordult Giulio is betoppan. A márkinő helyzete egyre veszélyesebb, és férje is választás elé állítja: vagy vele vagy ellene.
20. Elisa leleplezi Fabrizio előtt a márkinő álnok tettét, hogy miatta hiúsult meg a menyegzőjük. Amikor a gróf kérdőre vonja Lucreziát, a nő ismét csalárd cselt vet be. Giuliót ráveszi a belügyminiszter, hogy férkőzzön barátja közelébe és szerezze meg a listát. A reménytelen szerelemtől szenvedő Giulio azonban tragikus lépésre szánja el magát.
21. Margherita rohan a haldokló Giulióhoz, hogy elbúcsúzzon szerelmétől. A temetésen Lucrezia a komornyikját bízza meg, hogy mérgezett rózsával ölje meg Elisát. Miután a lány nem tudja végrehajtani a tervet, a márkinő kegyetlenül végez vele, aminek Martino is szemtanúja lesz. A fiú elszökik Rivombrosába. Fabrizio rádöbben, hogy a listán lévő lázadók nevei között valójában nem a tanácsos, hanem felesége, Lucrezia szerepel.
22. Fabrizio ráébred, hogy csak a tanácsos kezébe helyezheti le a veszélyes listát, ám Lucrezia megelőzi, és megöli a férjét. A tettet úgy intézi, hogy a gróf válik gyilkossá. Fabrizióra halál vár, senki nem tudja felmenteni s esélye sincs már a király elé jutni. Alvise gróf máris visszatér Rivombrosába, hogy elfoglalja a birtokot, de Anna kevésbé örül férjének.
23. A Fabrizio ügyét tárgyaló bíróság Elisát is vallomásra kényszeríti, de alacsony származása miatt a lány semmit sem ér el. Egyedül Annának van esélye segíteni öccsén, azonban hiába tárja fel Lucrezia múltbeli bűnös viszonyát, a bíróság nem enyhíti döntését.
24. Anna tivornyázó férje ismét visszatér a birtokra. A grófnő a súlyos beteg Alvisétől való viszolygását Cepi doktor iránt érzett szerelmével csillapítja. Elisa Angelóval Torinóba megy Clelia hercegnő védelmét kérni, akinek segítségével kimenekítik Fabriziót a börtönből. Nem sejtik, hogy ez is a márkinő és a belügyminiszter csapdája.
25. Elisa, Fabrizio és Angelo Rivombrosába tartanak, hogy a listát kimenekítve eljuttassák a királyhoz. Azonban a belügyminiszter emberei lecsapnak rájuk és minden veszni látszik. Anna végre elégtételt vesz a szenvedésekért és arcába vágja Alvise szeretőjének, hogy férje biztosan megfertőzte a halálos kórral.
26. Betta haldoklik az Anna férjétől szerzett betegségtől, csak Margherita nővére nyújt számára vigaszt. Elisa bevallja Angelónak, hogy Cepi doktor tévedett és újra gyermeket vár. Már ácsolják a bitót Fabrizio kivégzéséhez, Lucrezia hiába próbálta új vallomásával megmenteni az életét. Elisa és Angelo furfangos színjátékkal próbálnak a király elé jutni, de ismét keresztülhúzzák a számításaikat. Fabriziót Rivombrosába viszik a kivégzésre...

## A 2. évad cselekménye
|  | Alább a cselekmény részletei következnek! |

1. Elisa di Rivombrosa miután végre szerelme, Fabrizio Ristori gróf hitvese lesz, megszüli közös gyermeküket. Boldogságuk felhőtlennek látszik, de Elisát rossz előérzetek gyötrik. Furcsa árnyat lát a kertben, úgy érzi, valaki figyeli őt. Anyagi gondjaik is szaporodnak. Anna férje óriási összeget vett fel a birtokra, és a hitelező öccse már ugyancsak nyeregben érzi magát. Fabrizio elhatározza, hogy a királyhoz fordul segítségért
2. A rendkívül száraz időjárás miatt Fabrizio termése tönkremegy, immár semmi esélye, hogy törleszteni tudja az adósságot. Victor Benac, a hitelező ugyan további haladékot ad, azonban az öccse mindenáron meg akarja szerezni Rivombrosát. Ennek érdekében összefog a birtok körül ólálkodó Ranieri herceggel, akit csupán a bosszúvágy fűt: el akarja pusztítani Fabriziót.
3. Elisát feldúlja Martino betegsége, elhatározza, hogy küzdeni fog a kisfiú életéért. Rábeszéli Fabriziót, hogy vigyék el a kolostorból a kis erdei házba, és maguk ápolják őt. Közben arról is gondoskodik, hogy legyen, aki leszüreteli a termést, és ehhez Victor Benac segítségét is igénybe veszi. Ez azonban nem nagyon tetszik Fabriziónak.
4. (Fabrizio halála) A tűzvész romba dönti a Ristorik minden reményét, hogy valaha is kikerüljenek az adósságcsapdából. Fabrizio ezúttal már az új királyhoz fordul azt képzelve, hogy a fiú majd megtartja apja ígéretét. Bár nem jár sikerrel, Armand Benac mégis úgy érzi, újra kicsúszik a keze közül a birtok. Ranierivel ördögi tervet eszelnek ki, hogyan csalják tőrbe Fabriziót.
5. Fabrizio elvesztése után Elisa mély gyászt ölt, csak a kis Agnese nevelésének feladata tartja benne a lelket. Victor Benac rájön, hogy az öccsének is volt köze Fabrizio halálához, bár a teljes igazságot nem tudja meg. Mindenesetre igyekszik eltávolítani őt Rivombrosa közeléből. Ő maga felajánlja Elisának a segítségét és természetesen az adósságot sem kívánja firtatni. Elisa azonban önállóan kívánja intézni az ügyeit
6. (Christian Gray színrelépése) Victor egyre szorosabb barátságot köt a serdülő Martinóval, és Elisa úgy érzi, hamarosan a birtok anyagi ügyei is rendbe jöhetnek. Azonban Armand visszatér Párizsból és mindent megtesz, hogy Elisa értesüljön a Benac család nehéz anyagi helyzetéről. A kétségbeesett asszony már-már azt fontolgatja, hogy ismét a királyhoz fordul, amikor Fabrizio íróasztalában megtalál egy levelet, amiből rájön, kitől kívánt segítséget kérni az ura. Elhatározza, hogy maga utazik el Nápolyba, hogy a gazdag Conegliano báró pártfogását kérje. Armand azonban értesül a tervről...
7. Christian Gray kapitány nemcsak megmenti Elisa életét, de meghívja a postahajóra is, mely szerencsére éppen Nápolyba tart. A hajón érdekes társaságot találnak, köztük van egy fura régész is, Sir Benton, aki a kutatásai miatt szintén Nápolyba igyekszik. Angelo visszatér Rivombrosába és Elisa tiltása ellenére beszámol a merényletről Victor Benacnak. Anna továbbra is a király kegyében bízik és Antonio gyakori távolléte miatt is egyre jobban gyötrődik, ezért meghívja a birtokra a nőcsábász Salvati márkit, akitől támogatást remél. Ceppi doktor azonban alaposan megleckézteti.
8. (Lucreczia szolgálónőjének visszatérése) Elisa megérkezik Nápolyba, ahol már a partraszállás után csaknem kifosztják. Nagy szerencséjére azonban a tolvajok tanyáján egy régi kedves ismerősébe botlik. Sikerül eljutnia a Conegliano házba, ahol nemcsak azt tudja meg, hogy a báró, akinek Fabrizio megmentette az életét, röviddel azelőtt meghalt, hanem egy másik, jóval furcsább meglepetés is várja. Mindeközben a féltékeny Anna elhatározza, hogy titokban követi Antoniót, mert gyanakszik, hogy a férfinek szeretője van. Az igazság azonban sokkal drámaibb...
9. (Lucreczia van Necker márkinő visszatérése) Elisa úgy határoz, egyelőre még nem leplezi le az ál "Sir Bentont". Amikor az ifjú Conegliano gróf hazaérkezik Christiánt is meglepetés éri: ő is az apára számított. Nicola Coneglianónak rögtön megtetszik a szép Ristori grófnő, és megígéri neki, hogy teljesíteni fogja apja ígéretét. Egy játékkaszinóba viszi vendégeit, amelynek egyik tulajdonosnőjében Elisa rémülten ismeri fel Lucrezia van Neckert.
10. Lucrezia intrikái önmagukban talán nem lennének elegendőek, hogy felkeltsék Nicola báró gyanakvását, de amikor Elisa szóba hozza a Fabrizio levelében említett Tenger Csillagát, a bárón félelem lesz úrrá. Különösen azért, mert ez az az időszak, amikor szolgái behajtják a kikötő népén az éves adót, amit egyházi adománynak álcáznak. Rivombrosában Anna nemcsak levelet, de ajándékot is kap Salvati márkitól, amelyet gondosan elrejt Antonio pillantása elől.
11. A nápolyi szegénynegyed lakói fellázadnak a báró hatalmaskodása ellen, és a Madonna lábához tett kosárba pénz helyett valami egészen mást tesznek. Christian megpróbálja meggyőzni Elisát, hogy távozzon a Conegliano házból, a bárónő mégis ráveszi, hogy maradjon. Megígéri neki, hogy mindenképpen meg fogja kapni a fiától a kért összeget. Nicola nem bújhat ki az anyja parancsa alól, de úgy gondolja, a pénzért méltó viszonzást kap majd cserébe. Salvati márki felkeresi Annát és keserűen látja, hogy nem tud előbbre jutni az asszonynál. Elmenőben az asszonyára dühös cselédtől, Celestétől furcsa dolgot hall Antonio Ceppiről, ami szöget üt a fejében.
12. Amikor Zanni és emberei rátámadnak egy kikötői lányra, az elválaszthatatlan Torre és Nini, elhatározzák, hogy bosszút állnak a bárón. Christian azonban megvédi a bárót a támadástól. Nicola felismeri a támadókat, és bérgyilkost küld a kikötőbe. Elisa végre megtudja az igazat Nicoláról és megérti, hogy nem fogadhatja el a pénzét. Elmenekül a kastélyból és elhatározza, hogy visszatér Rivombrosába de ekkor tragikus fordulat történik.
13. A kétségbeesett Elisa hamar megtudja, hogy ki rabolta el a gyermekét. Lucrezia megfenyegeti, ha nem szerzi meg neki a Tenger Csillagát, akkor végez a kislánnyal és a dajkájával is. Arról is felvilágosítja Elisát, hogy a gyémánthoz Nicola hálószobáján keresztül vezet az út. Rivombrosában megjelennek a hatóság emberi és figyelmeztetik Annát, hogy a határidő három nap múlva lejár. Ha nem fizetnek, akkor a Benac fivérek kérhetik a birtok átadását. Salvati márki kényszeríti Celestét, hogy mindent mondjon el, amit Ceppi doktor kísérleteiről hallott...
14. A kétségbeesett Elisa újra felajánlkozik a bárónak, csak hogy bejusson a hálószobájába. Azonban a gyémántnak már csak hűlt helyét találja. Christian ekkor magára vállalja, hogy a nemesi palotákat összekötő titkos alagúton keresztül titokban kiszabadítja a kislányt és a dajkát. Elisa feladata, hogy addig elterelje Lucrezia figyelmét, s ehhez kapóra is jön neki a játékteremben időző angol követ. Eközben Rivombrosában Armand megtudja Celestétől, hogy már csak a bátyja aláírása hiányzik ahhoz, hogy a Ristorikat elkergethesse a birtokról. Ceppi doktor hívatlan vendégeket talál a laboratóriumában
15. A vérig sértett Lucrezia a palotába siet és elárulja Nicolának, hogy Christian valójában csak bitorolja Sir Benton nevét és címét. Sőt maga Sir Benton is megérkezik, és ezzel Elisa is rendkívül különös helyzetbe kerül. Christiánra börtön vár, és Zanni hamarosan meg is egyezik az őrökkel arról, hogy részesítsék "különleges" ellátásban. A szintén börtönben senyvedő Ceppi doktor Annára bízza tudományos értekezését remélve, hogy az írás majd felmenti őt a boszorkányság vádja alól. Salvati márkit azonban nem a tudomány, hanem Anna érdekli.
16. Armand egyre jobban nyeregben érzi magát Rivombrosában, bár a cselédség gyűlöli őt. Csak Celestére van továbbra is nagy hatással. Anna Nápolyba küldi Angelót, hogy értesítse Elisát az eseményekről. Ő maga, látva Antonio szenvedését, a börtönben mégis rászánja magát, hogy újra felkeresse Salvati márkit. Nápolyban a csavargók furfangos tervet eszelnek ki Christian kiszabadítására, Elisa pedig megtalálja azt a levelet, amellyel bizonyítani tudja a bárónőnek Lucrezia ármánykodását. De Lucrezia a végsőkig elmegy.
17. Nicola bosszút esküszik édesanyja holtteste fölött és megbízza Zannit, hogy a föld alól is kerítse elő Elisát. Közben megérkezik Angelo Rivombrosából a rossz hírekkel és Elisa elhatározza, hogy azonnal hazatér, még ha ezért le is kell mondania az újra megtalált szerelemről. Rivombrosába megérkezik Lyonból Victor Benac súlyosan beteg húgával, Juliette-tel. Amikor értesül a történtekről, kérdőre vonja az öccsét, aki azonban nemcsak hogy nem hajlandó tovább engedelmeskedni neki, de elérkezettnek látja a pillanatot arra is, hogy elmondja, hogyan halt meg valójában Fabrizio Ristori.
18. Nicola egyezséget ajánl Isabellának: Gaetanóért Elisát kéri cserébe. A cserére az erdőben kerül sor, ám mindkét fél "felkészül" az eseményre. Elisa menekülés közben egy alagutat fedez fel, amiről hamarosan kiderül, hogy a báró titkos rejtekhelye. Antonio Ceppi Salvati márki közbenjárására kiszabadul a börtönből. A márki azonban újabb találkát követel Annától, akit már enélkül is gyötör a lelkiismeret-furdalás és Antonio is érzi, hogy valami nincs rendben az asszonnyal.
19. Christian felfedi Elisának származása titkát, és Elisa megérti, miért olyan fontos számára a Tengeri Csillag. De nem tudja rávenni a férfit, hogy felejtse el a múltat és tartson vele Rivombrosába. Amikor Elisa megtudja, hogy Nicola báró a király katonáival akarja megtámadni a csavargók otthonát, elhatározza, hogy megpróbálja rávenni Mariát, az egyetlen tanút, hogy fedje fel az igazságot. Rivombrosában Juliette Benac újra rosszul lesz és a rémült testvérek Ceppi doktorhoz fordulnak segítségért...
20. Lucrezia Maria levelével a templomba csalja Elisát, hogy végezzen vele, de végül Simone atya esik áldozatul. Christian az események hatására mégis a csavargók élére áll, betörnek a Conegliano palotába és végre szemtől szembe állhat a báróval. Madame Chevalier meglátogatja Madame Roland-t az elmegyógyintézetben, ahová Salvati márki bezáratta, és elhatározza, hogy kiszabadítja a barátnőjét. Felajánlja a márkinak, hogy az asszony szabadságáért cserébe kieszközöl még egy találkozást Annával. Csakhogy Ceppi doktor is megérkezik, és a márki kétes célzásaira csak egyetlen válasz lehetséges.
21. Conegliano báró emberei válaszul Christian látogatására megtámadják a csavargók negyedét. Elisa szembekerül a gróffal, és még alkalma van megingatni a férfi elképzeléseit az édesanyja haláláról, de azután menekülnie kell. A gróf felkeresi Mariát, és tőle végül megtudja az igazságot. Angelo visszaérkezik Rivombrosába, és kétségbeesetten veszi észre, hogy Celeste már nem olyan kedves vele, mint régen. Közeledik a párbaj időpontja. Madame Chevalier Ceppi doktor védelmében megzsarolja Salvatit...
22. Miközben Christiano élet-halál között lebeg Nápolyban, Elisának szembesülnie kell azzal a ténnyel, hogy az adósság visszafizetése nem elég Rivombrosa visszaszerzéséhez. Victor Benac megérti, hogy Armand semmiképpen nem fog lemondani a hőn áhított birtokról, és végül döntő lépésre szánja el magát. Salvati márki úgy érzi, sikerült kibújnia a hurokból, ezért mégis sor kerül a párbajra. Azonban elszámítja magát. Nemcsak a párbaj végződik másképp, mint ahogy várta, hanem az udvarban is kellemetlen meglepetés várja.
23. Victor feljelentése alapján letartóztatják Armand Benacot, de hamar ki is engedik, hiszen Victor mellett még egy másik tanúra is szükség lenne. Már-már úgy tűnik, Armand megússza, amikor Ceppi doktornak eszébe jut egy ember, akit a börtönben meggyógyított. Nápolyban a báró a környék legjobb orvosát küldi a csavargók negyedébe, de Christian állapota továbbra is válságos...
24. (Armand Benac halála.) A gondos ápolásnak hála Christian lassanként már lábadozik, de azt hiába várja, hogy Elisa visszatérjen hozzá Nápolyba, hiszen az asszonynak előbb még a tárgyaláson is részt kell vennie. Elisa azonban meggondolatlanul még a tárgyalás előtt felkeresi Armand-t, aki értesül tőle az újabb tanú felbukkanásáról. A pert felfüggesztik. Az öntelt Armand Victorhoz rohan, hogy kiélvezze a győzelem örömét, arra azonban nem számít, hogy az utolsó pillanatban Martino is felbukkan.
25. Armand halálával kapcsolatban Victor semmit sem szól Martino szerepéről a vizsgálóbírónak, így nagyban megnehezíti a saját helyzetét. Juliette közbenjárására azonban végül mégis szabadon engedik. Victor úgy érzi, hogy az átélt szenvedés és a sok áldozat, amit Elisa érdekében vállalt feljogosítja rá, hogy nyíltan beszéljen érzelmeiről az asszonynak. Nápolyban az orvos jelenti a bárónak, hogy Christian túl van az életveszélyen. Isabella levelet ír Rivombrosába, de a levél nem jut el a címzetthez.
26. Anna és Antonio esküvőjét mindenki boldogan ünnepli, csak Victor nem tud úrrá lenni kétségbeesésén és haragján. Úgy érzi, súlyos sérelem érte, hisz mindent feláldozott Elisáért. Végül kegyetlen cselhez folyamodik, hogy mégis megszerezze az asszonyt. Nápolyban a király nagy tisztességben akarja részesíteni Montesanto hercegét, de Christian inkább útnak indul, hogy mihamarabb Rivombrosába érjen. A történet végkifejlete pedig...
|  | Itt a vége a cselekmény részletezésének! |

## Az „Elisa lánya - Visszatérés Rivombrosába” c. sorozat cselekménye
|  | Alább a cselekmény részletei következnek! |

A cselekmény a teljes, 90 perces epizódokra koncentrál!
1. Sok minden történt az előző évad befejezése után. Politikai téren a legfontosabb fejlemény, hogy a Szárd-Piemonti Királyság elveszítette függetlenségét (tehát 1796 után vagyunk), és francia köztársasági csapatok tartják megszállva. A franciák elűzték a Savoyai-házbeli királyt és kormányát, de az arisztokrácia zöme - beleértve a Ristori grófokat is - érintetlen maradt. A parasztok kötelesek megfizetni régi uraiknak az őket megillető adókat, emellett el kell tartaniuk a megszálló francia csapatokat is. A Ristori család feje Martino, aki épp nősülni készül. A régi fontosabb szereplők közül viszontlátjuk Emíliát, aki Torinóban lakik nem épp boldog házasságban egy festőművésszel; Agnesét, Elisa lányát, aki épp most tért vissza Franciaországból; és Lucrezia van Necker márkinőt, aki egy közeli kastélyban lakik sármos és daliás huszonéves fiával, Andreával. Mondani sem kell, hogy van Necker márkinő továbbra is rengeteg baj okozója lesz, bár a felszínen megbékélést és barátságot ajánl fel Martino grófnak. Húsz év után térünk vissza a szépséges cselédlány, Elisa di Rivombrosa történetének színhelyére éppen azon a napon, amikor Elisa és Fabrizio Ristori lánya, Agnese hazatér Franciaországból. Húsz év alatt sok minden megváltozott. Elisa már férje mellett nyugszik, a kastélyban pedig Martino Ristori, Agnese bátyja az úr, aki éppen esküvőjére készül a gyönyörű Vittoria Granierivel. De más változás is van. Piemonte nem független többé, Napóleon seregei uralják, és ahogyan ez ilyenkor gyakran megesik, a helységben állomásozó Loya kapitány semmitől sem riad vissza saját érdekeinek az érvényesítésére. A falu lakói szegénységben és félelemben élnek. Minden reményük az a maréknyi bátor ember, aki álarcos vezérük, a "Karvaly" vezetésével szembe mer szállni a franciákkal. Agnesét is feldúlják a Lucreziával kapcsolatos emlékek, de teljesen gyanútlan, sejtelme sincs arról, hogy megtalált szerelme, Andrea Casalegno, valójában Lucrezia fia. Andrea azonban arra készül, hogy legalább ezt a titkot felfedi előtte. Ezért elfogadja a meghívást a Granieri-házban rendezett álarcosbálra, és elhatározza, hogy nyíltan beszél Martinóval is. Közben a Karvalynak is dolga akad. Ő és társai a franciák zsoldját hozó hintót akarják feltartóztatni, de valaki megelőzi őket és nemcsak a pénzt viszi el, hanem igazi vérfürdőt is rendez.
2. Loya természetesen a Karvalyra fogja a támadást, és úgy határoz, hogy a parasztok teljes termését elkobozza, amíg csak fel nem adják az ellenállókat. Amikor azonban Martino saját búzájával akar kezeskedni, hirtelen felajánlja: az esküvő tiszteletére lemond a termésről. Cserébe csak azt kéri, ő lehessen Agnese lovagja az ünnepen. Martinót kétségek gyötrik, hiszen Firenzéből megérkezett unokahúga és gyermekkori szerelme, Emilia, aki immár egy híres festő, Fulvio felesége. Az esküvőre hívatlan vendégek is betoppannak, s a feldúlt, vérig sértett Loya végül mégsem tartja be a szavát. A Karvaly azonban közbelép. Agnese szabadságáért a Karvaly a termést kéri cserébe, Loya azonban nem akar tárgyalni. Azt reméli, ha kiszabadítja Agnesét, a rokonszenvét is elnyerheti. Vittoria úgy érzi, Martino elhanyagolja, és női ösztöne azt is megsúgja, hogy férje és Emilia között még mindig parázslanak az érzelmek. Martino végül már nem akar várni, Loya háta mögött saját búzáját kínálja fel a húgáért. De a számításba hiba csúszik: Lucrezia inasától értesül a tervről és elárulja az egészet Loyának. Későn döbben rá, hogy ezzel fia életét is kockára teszi.....
3. (Lucreczia Van Necker márkinő halála) Lucrezia boldog, hogy fia nem esett Loya csapdájába, de továbbra is kitart a szándéka mellett, hogy mindenáron megakadályozza Andrea és Agnese szerelmének folytatását. Egyelőre bízik Vittoria cseleiben, hiszen tudja, Martino felesége Loyával akarja összeboronálni a sógornőjét. Emilia és a férje Torinóba utaznak. Fulvio dührohamot kap, amikor megtudja, hogy a szép Costanza Granieri viszont éppen Rivombrosába utazott és már nemcsak szavakkal, hanem tettleg is bántalmazza a feleségét. Az Emilia után rohanó Martino épp jókor érkezik, és a gyermekkori szerelem ellenállhatatlan erővel lángol fel kettejük között. Loya azt képzeli, a búza átadásával megnyerheti Agnese hajlandóságát. Vittoria egyre idegesebben veszi tudomásul, hogy Martino hangulata megváltozott és most már hajlandó lenne elfogadni Agnese kapcsolatát Andrea Van Neckerrel, csak hogy boldognak lássa a húgát. Agnesének kapóra jön Carignano hercegnő estélye: megígérteti Martinóval, hogy meghallgatja Andreát. Vittoria Lucreziához fordul segítségért, aki ördögi tervet eszel ki a nagy békülés megakadályozására...
4. (Lucrezia halála) mélyen megrendíti Andreát, aki mit sem sejt anyja gyilkos terveiről. Úgy érzi, ezután már semmi nem fűzheti Agneséhez, akit meg sem hallgat, s az egyetlen, ami még hajtja, hogy Martino Ristori elnyerje büntetését. Loya gyorsan felismeri a helyzetben rejlő lehetőséget és tisztázó vallomását elutasítva lefogatja Martinót. A Granieri palotában Fulvio, aki egyre csak Costanzáról ábrándozik, hozzáfog, hogy elkészítse a lány portréját. Agnese ismételten visszautasítja Loya közeledését, nem úgy Vittoria, aki "férje érdekében" hamar bebújik a kapitány ágyába. Sőt hasznos tanáccsal is szolgál neki arra nézve, hogyan szerezhetné mégis meg a grófnőt. Rivombrosába érkezik egy különös asszony, Caterina, aki azt állítja, a Vatikán megbízásából gyűjt jótékony célra. Valójában azonban Loyával van elszámolnivalója...
5. Andrea úgy érzi, szerelme elárulta őt, és ez nem csak Agnesétől, de a csapatától is eltávolítja. Arra készül, hogy elhagyja Rivombrosát és Velencében kezd új életet. Caterina egy nagyszabású, közösen végrehajtott rablás ráeső részét követeli Loyától, de a kapitány nem törődik vele. Fontosabb számára Agnese, ezért Martino értésére adja, ha nem kapja meg húga kezét, mehet vissza a börtönbe. Agnese a Van Necker palotába siet, hogy tisztázza a helyzetet Andreával, de ott olyasmit lát, aminek hatására úgy dönt, elfogadja Loya ajánlatát. Megkezdődnek az esküvői előkészületek. Cesare, aki átvette a csapatban a Karvaly szerepét, arra készül, hogy esküvőjén végezzenek Loyával. Az esküvő előtti estén Agnese ismét felkeresi Andreát, hogy elmondja: csak tőle függ, másnap kezét nyújtja-e a kapitánynak. Andreát feldúlja a találkozás. Kétségek gyötrik, vajon imádott anyja valóban az igazat mondta-e neki. Azonban az egyetlen személy, Gasparo, aki felvilágosítással szolgálhatna, örökre elhagyja a palotát. Miközben a násznép és a jegyespár már a templomban vannak, Cesare és a csapata készül a nagy rajtaütésre, de Loya még náluk is ravaszabbnak bizonyul.
6. A csalódott Loya Martinón tölti ki a dühét és ismét letartóztatja a férfit. De elszámítja magát. Andrea megtalálja az édesanyja által írt levelet, amely felér egy vallomással és ez minden vád alól tisztázza Martinót. Loya újabb akciót indít a Karvaly ellen és sikerül is elfognia a rebellis Cesarét, akit ő a Karvalynak hisz. A kivégzést is kitűzik, de Andrea még időben közbelép. Loyának azonban egy másik terve is van. Loya elhatározza, hogy egyenként fogja vallatóra a falu lakosait. Akit hazugságon érnek, azt a helyszínen lövik agyon. Corsini hadnagy, aki már régóta szerelmes a szép szobalányba, Dorinába, még időben értesíti a falubelieket, akik a Ristori kastély falai között találnak védelmet. Loya ostromgyűrűt von a kastély köré remélve, hogy ez a helyzet úgysem tartható fenn sokáig. Pedig azt nem is tudja, hogy gyűlölt ellensége, Andrea Van Necker túlélte a ráküldött orgyilkos lövését és szintén a kastélyban lábadozik. A parasztok között is egyre rosszabb a hangulat. Sokan kérdezik, vajon miért nem jön segítségükre a Karvaly?
7. Bár Andrea elhatározza, hogy feladja magát, váratlan segítséget kap egy francia tábornoktól, aki Martino értesítésére Rivombrosába érkezik és Loyát a vesztegzár feloldására bírja. Vittoria éles szemét azonban nem tudják kijátszani, s az asszony hamar rájön, ki valójában a Karvaly. Amikor az álarcot is megtalálja, Loyához siet. Torinóban Costanza ellenérzései dacára újra modellt ül Fulviónak, sőt a jegyesét is felmenti a felügyelet alól. Vittoria mégis megrendezi Andrea és Agnese eljegyzését és az ünnepségen több váratlan dolog is történik. Miközben folyik a hajsza Andrea és Agnese után, Vittoria rájön, hogy a gyűrű, amit Loyától kapott valójában a Napóleontól elrabolt kincsből való. Úgy érzi, most már végleg a kezében tartja a kapitányt. Torinóban Fulvio ki akarja használni, hogy kettesben marad Costanzával, de szerencsére Emilia még időben érkezik. A párbaj azonban nem maradhat el. Loyának sikerül elkapnia Andrea bizalmasát, Jacopót.
8. (Jacopo és Loya halála) Andrea és Agnese csapdába esnek, s bár a lánynak sikerül elszöknie, Andreára Loya börtöne vár. Loya átadja a tábornoknak a rabolt kincset azt állítva, hogy a Karvalynál találta. De a tábornok addig nem egyezik bele Andrea kivégzésébe és a párizsi kinevezést sem írja alá, amíg a gyűrű meg nem kerül. Ezért Loya éjjel belopódzik Vittoria szobájába, hogy meggyőzze a szerelméről, és Vittoria újra hisz neki. Jacopo megpróbálja megszöktetni Andreát a börtönből. Loya csele beválik, sikerül visszaszereznie a gyűrűt Vittoriától. Úgy érzi, már semmi sem állhat az útjába. Jacopo halála az utolsó csepp a pohárban Corsini hadnagy számára. Elhatározza, hogy segít megszöktetni Andreát. A hír azonban sajnos már nem jut el Agneséhez, aki felajánlja Loyának, hogy Andrea életéért cserébe az ő asszonya lesz. Loya engedélyez még egy utolsó találkozást a testvérek között és azonnal útnak indul zsákmányával Párizsba. De elszámítja magát. Loya és Andrea párbajában Andrea győz. Loya meghal, Agnese és Andrea pedig összeházasodnak. De vajon meddig tart a felhőtlen boldogság? A 4. évad újabb izgalmakat tartogat...
|  | Itt a vége a cselekmény részletezésének! |

## Főszereplők

### Elisa di Rivombrosa
Elisa di Rivombrosa, igazi nevén Elisa Scalzi édesanyja varrónő, édesapja könyvkötő volt, tőle örökölte az olvasás szeretetét. Halála után a család nehéz anyagi helyzetbe került, így Elisának is dolgozni kellett mennie. Szerencséjükre Ristori grófnő épp akkor keresett magának egy társalkodónőt, így magához vette az értelmes, talpraesett lányt, aki nemsokára a legfőbb támasza lett. Elisa is nagyon megszerette a grófnőt és az egész házanépét. A történet elején már nemcsak társalkodónő, hanem ápolónő és házvezetőnő is egy személyben. S mivel önbizalomban sem szenved hiányt, úgy gondolja kézbe veszi munkaadója kissé problémás családi életét és levelet ír Ristori grófnak, melyben hazarendeli. Úgy írja alá, mintha a családhoz tartozna: Elisa di Rivombrosa, amivel persze egy félreértéslavinát indít el.

### Fabrizio Ristori gróf
Fabrizio Ristori a főhős, a birtok távollévő örököse. Nem az a tökéletes királyfi a fehér lovon. Lobbanékony, önfejű, időnként gonoszkodó, de nagylelkű és jóhumorú is egyben. S ami a fő, nagyon tud szeretni.
Tíz éve hagyta el otthonát, hogy katonának álljon. Döntésében közrejátszott, hogy menyasszonya, Lukrécia egy nála gazdagabb és befolyásosabb férfit választott. Mostanra már hivatásos katona lett a francia hadseregben, és kapitányi rangot kapott. Egész jól megvan ott, míg meg nem kapja Elisa levelét, amelyből hírt kap édesanyja betegségéről. Azonnal hazaindul hát, hogy segítségére legyen. Felettese megkéri, hogy egyúttal vigyen el egy nagyon fontos és titkos levelet is hazájába, s csak mikor támadás éri döbben rá, hogy a megbízatása veszélyes is.
Végül beleszeret Elisába.

### Agnese Ristori grófnő
Agnese Ristori, Rivombrosa úrnője, aki hosszú évek óta egyedül irányítja birtokát. Mostanra viszont egészsége már nagyon meggyengült, rossz szíve bármikor végezhet vele. Legjobban mégis az bántja, hogy mi lesz a birtokkal halála után. Fia idegenben katonáskodik. Lánya Anna egy rossz házasságban sínylődik, de büszkesége miatt képtelen felülemelkedni a problémáin. Veje egy semmirekellő, aki csak azt lesi, mikor örökölhetné meg a birtokot. Ugyanakkor aggodalommal figyeli ismerősei és szomszédai királyellenes mozgolódását. Egy kívánsága van csak, hogy fia hazatérjen, és vegye át a helyét, de túl büszke ahhoz, hogy könyörögjön neki. Egyetlen támasza Elisa, akit lányaként szeret.

### Anna Ristori grófnő
Anna Ristori, a grófnő férjezett lánya. Fiatal korában szerelmes volt szomszédjukba Antonio Ceppibe, aki viszont helyette az orvostudományt és a szolgálója szerelmét választotta. A csalódás miatt férjhez ment az első kérőhöz, ami viszont nagyon rossz választás volt, mert Radicati nemcsak, hogy elkártyázta a teljes vagyonát, s vele Anna hozományát is, de fűvel-fával megcsalja a fiatalasszonyt. Anna Nagyon szereti édesanyját és bátyját, ezért nehezen tudja elfogadni, hogy édesanyja mégis jobban bízik Elisában, mint őbenne.

### Alvise Radicati márki
Alvise Radicati Anna férje, beteges hazárdjátékos, aki a kártyánál csak a nőket szereti jobban. A feleségét lenézi, lányával nem törődik, s csak azt lesi mikor örökölhetné meg Rivombrosát is, mivel a hitelezői már a torkát szorongatják.

### Giulio Drago gróf
Giulio Drago, Ristoriék szomszédja és Fabricio gyermekkori barátja. Szereti az életet, a mulatságokat, a vadászatokat, az italt és a nőket. De mindenekelőtt a barátait. Amolyan régimódi nemesúr ő. Nem szereti a változásokat, a kötöttségeket. Ezért válik a királyellenes összeesküvés egyik lelkes tagjává

### Lucrecia van Necker márkinő
Lucrecia van Necker, Fabricio régi szerelme, aki a jelenlegi főminiszter felesége. Ugyanakkor a királyellenes összeesküvés egyik vezetője is. Imádja a pénzt, a hatalmat és a férfiakat. Legutolsó szeretőjével Ranierivel a király életére törnek.

### Ottavio Ranieri herceg
Ottavio Ranieri a királyság belügyminisztere, aki egyben a királyellenes összeesküvés vezetője. Lucrezia szeretője. Mindenáron meg akarja megkaparintani a veszélyes leleplező levelet, ami Fabrizióhoz került.

### Antonio Ceppi
Antonio Ceppi a környékbeli nemesség egyik köztiszteletben álló tagja volt, míg el nem követte azt a szörnyűséges bűnt, hogy orvosnak állt és feleségül vette a saját házvezetőnőjét, Luciát. Ekkor a nemesség, Anna Ristori vezetésével egy emberként kizárta őt a társaságból. És hiába volt jó orvos, még a szolgálatait sem fogadták el. Így a szegények orvosa lett. Egyedül Elisa tartotta vele a barátságot, és hívta, mikor valaki beteg lett a családból, magára vonva ezzel Anna Ristori haragját.
Antonio házassága sem túl jól alakult. Luciának ugyanis nem lehetett gyermeke, ezért egyre mélyebb depresszióba esett.

### Margherita Maffei
Margherita Maffei, akinek édesapja, Maffei márki, Ristoriék másik szomszédja, ha nem is túl lelkesen, de belépett a király elleni összeesküvők közé. Nagyon szereti lányait, és nem örül túlzottan, amiért idősebb lányának Margheritának a környék legnagyobb szoknyavadásza Giulio Drago udvarol. Margherita nagyon szereti a férfit, pedig pontosan ismeri hibáit, s tudja mennyire nem bírja a kötöttségeket.

## Szereplők
| Színész neve                    | Filmbeli név                   | Szerep | Magyar szinkron           |
| ------------------------------- | ------------------------------ | --- | ------------------------- |
| Vittoria Puccini (1-2. évad)    | Elisa Scalzi                   | cselédlány, majd grófné | Zsigmond Tamara           |
| Alessandro Preziosi (1-2. évad) | Fabricio Ristori di Rivombrosa | gróf | Stohl András              |
| Jacopo Bonanni (1-2. évad)      | Martino Ristori                | cseléd, Fabrizio gróf törvénytelen kisfia                                                                                                 | Czető Ádám (1-2. évad)    |
| Regina Bianchi                  | Agnese Ristori                 | öreg grófnő, Fabrizio anyja | Zsurzs Kati               |
| Antonella Fattori               | Anna Ristori                   | grófnő, Fabrizio gróf lánytestvére | Kovács Nóra               |
| Carlotta Previati               | Emilia Radicati di Magliano    | grófkisasszony, Anna grófnő lánya | Talmács Márta (1-2. évad) |
| Antonino Iuorio                 | Alvise Radicati di Magliano    | márki, Anna grófnő férje | Jászai László (1. évad)   |
| Kaspar Capparoni                | Giulio Drago                   | gróf, Fabrizio barátja | Selmeczi Roland (1. évad) |
| Jane Alexander                  | Lucrezia van Necker            | márkinő, Beauville főminiszter felesége                                                                                                   | Orosz Helga               |
| Antonio Salines                 | Jean Luc Beauville             | márki, főminiszter, Lucrezia márkinő férje                                                                                                | Forgács Gábor             |
| Linda Batista                   | Isabella                       | Lucrezia márkinő udvarhölgye |                           |
| Luca Ward                       | Ottavio Ranieri                | herceg, belügyminiszter, az összeesküvők vezére, Lucrezia márkinő szeretője                                                               | Kautzky Armand            |
| Ralph Palka                     | Terrazzani                     | kapitány, Ranieri herceg bizalmasa |                           |
| Vittorio Viviani                | Lodovico Maffei                | márki |                           |
| Eleonora Mazzoni                | Margherita Maffei              | márkilány |                           |
| Giovanna Rei                    | Betta Maffei                   | márkilány |                           |
| Cesare Bocci                    | Antonio Ceppi                  | nemes, orvos | Schnell Ádám              |
| Valentina Beotti                | Lucia Ceppi                    | cselédlány, Ceppi doktor felesége, csak az 1. részben szerepel.                                                                           |                           |
| Philippe Leroy                  | III. Károly Emánuel            | szárd-piemonti király |                           |
| Francesca Bettondini            | Clelia Bussani                 | grófnő, Fabrizio gróf gyerekkori barátja                                                                                                  |                           |
| Pierluigi Coppola               | Angelo Boundo                  | lovászinas majd királyi testőr, Elisa jegyese a 4. részben, a 9. részben visszatér                                                        | Nagy Ervin                |
| Sabrina Sirchia                 | Bianca Buondio                 | cselédlány |                           |
| Marzia Ubaldi                   | Amelia                         | cselédasszony | Némedi Mari               |
| Pietro Sermonti                 | Beppo                          | cseléd |                           |
| Sarah Felberbaum                | Agnese Ristori                 | Elisa lánya, a 3. évadban visszatér Rivombrosába.                                                                                         |                           |
| Giulio Berruti                  | Andrea Van Necker              | Lucreczia fia, Agnese szerelme, később, a 34. részben összeházasodnak, A Karvaly, a lázadók vezetője-A 3. évadban.                        |                           |
| Giorgio Borghetti               | Lorenzo Loya                   | A francia csapat vezetője, Andrea legnagyobb ellensége, a 34. részben Andrea megöli.                                                      |                           |
| Giovanni Guidelli               | Victor Benac                   | Hitelező | Széles Tamás (2. évad)    |
| Raffaelo Balzo                  | Armand Benac                   | A hitelező gonosz öccse, meg akarja szerezni Rivombrosát és Elisát, ezért szövetkezik Ranierivel, aki a 2. évad 2. részének végén meghal. | Zámbori Soma              |
|                                 | Salvati márki                  | | Megyeri János             |
| Domenico Fortunato              | Bruno                          | | (2. évad)                 |